# UD Ibiza
A Unión Deportiva Ibiza egy spanyol labdarúgócsapat, amely jelenleg a spanyol harmadosztályban szerepel.

## Története
2015-ben Amadeo Salvo és üzlettársai kifizették az UD Ibiza-Eivissa tartózásait a szövetség felé, ezért használhatják a klub nevét. Két szezont töltöttek a regionális ligákban, majd feljutottak a negyedosztályba, ahol 3. helyen végeztek. Rész vettek a rájátszásban, ahol előbb oda-visszavágós rendszerben múlták felül az Algeciras csapatát, majd a Getafe B-t, az utolsó körben a Atlético Levante csapatától kikaptak. Ennek ellenére feljutottak a harmadosztályba a Lorca kizárását követően.

## Jelenlegi keret
2021. augusztus 31-i állapotnak megfelelően
| #  |     | Poszt | Név                                                 |
| -- | --- | ----- | --------------------------------------------------- |
| 1  | ESP | K     | Germán Parreño                                      |
| 2  | ESP | V     | Fran Grima ()                                       |
| 3  | ESP | V     | David Morillas                                      |
| 4  | ESP | V     | David Goldar                                        |
| 5  | ESP | V     | Rubén González                                      |
| 6  | ESP | V     | Álex Gálvez                                         |
| 7  | ESP | CS    | Davo                                                |
| 8  | ESP | KP    | Manu Molina                                         |
| 9  | ESP | KP    | Nono                                                |
| 10 | ESP | CS    | Ekain Zenitagoia                                    |
| 11 | ESP | CS    | Miguel Ángel Guerrero                               |
| 12 | ESP | V     | Juan Ibiza                                          |
| 13 | ESP | K     | Álex Domínguez (kölcsönben a Las Palmas csapatától) |

| #  |     | Poszt | Név                                                   |
| -- | --- | ----- | ----------------------------------------------------- |
| 14 | ESP | KP    | Javi Pérez                                            |
| 15 | ESP | KP    | Javi Lara                                             |
| 16 | ESP | V     | Javi Vázquez                                          |
| 17 | ESP | CS    | Sergio Castel                                         |
| 18 | SEN | KP    | Pape Diop                                             |
| 19 | POL | CS    | Mateusz Bogusz (kölcsönben a Leeds United csapatától) |
| 20 | FRA | KP    | Kevin Appin                                           |
| 21 | ESP | CS    | Cristian Herrera                                      |
| 22 | ESP | CS    | Miki Villar                                           |
| 23 | ESP | V     | Cifu                                                  |
| 24 | ARG | V     | Gonzalo Escobar                                       |
| 26 | ESP | K     | Jorge Chanza                                          |

## Statisztika
| Szezon  | Osztály | Osztály    | Poz. | Copa del Rey |
| ------- | ------- | ---------- | ---- | ------------ |
| 2015/16 | 5       | Reg. Pref. | 4.   |              |
| 2016/17 | 5       | Regionális | 1.   |              |
| 2017/18 | 4       | 3ª         | 3.   |              |
| 2018/19 | 3       | 2ª B       | 6.   |              |
| 2019/20 | 3       | 2ª B       | 2.   | Legjobb 32   |
| 2020/21 | 3       | 2ª B       | 1.   | Legjobb 32   |
| 2021–22 | 2       | 2ª         |      |              |

## Sikerlista
- Segunda División B: 2020–21
- Divisiones Regionales de Fútbol: 2016–17